# Derancistrus furfurosus
Derancistrus furfurosus är en skalbaggsart som beskrevs av Maria Helena M. Galileo och Martins 1993. Derancistrus furfurosus ingår i släktet Derancistrus och familjen långhorningar. Inga underarter finns listade i Catalogue of Life.